# Vitrai-sous-Laigle
Vitrai-sous-Laigle é uma comuna francesa na região administrativa da Normandia, no departamento Orne. Estende-se por uma área de 11,53 km². Em 2010 a comuna tinha 234 habitantes (densidade: 20,3 hab./km²).